# The Clan
The Clan ist eine ehemalige österreichische Pop-Rock-Band von Ludwig Hirsch.

## Geschichte
Gegründet wurde die Band unter dem Namen The Clan 1967 von Peter Schleicher, gemeinsam mit Nowak & Hirsch.
Nach der Auflösung 1974:
- Ludwig Hirsch startete eine Solokarriere und starb 2011 durch Suizid.
- Peter Schleicher war von 1976 bis 1978 Pianist der No. 1 vom Wienerwald. Nach erfolgreichen Jahren mit seiner Peter Schleicher Band starb er 2015 nach schwerer Krankheit.
- Helmut Nowak war von 1976 bis 1984 Schlagzeuger der No. 1 vom Wienerwald.